# Acura Classic 2001
L'Acura Classic 2001 è stato un torneo di tennis giocato sul cemento. 
È stata la 23ª edizione del torneo di San Diego, che fa parte della categoria Tier II nell'ambito del WTA Tour 2001. 
Si è giocato a San Diego negli USA dal 30 luglio al 5 agosto 2001.

## Campionesse

### Singolare
Venus Williams ha battuto in finale  Monica Seles, 6–2, 6–3

### Doppio
Cara Black /  Elena Lichovceva hanno battuto in finale  Martina Hingis /  Anna Kurnikova, 6–4, 1–6, 6–4